# Blutwunder

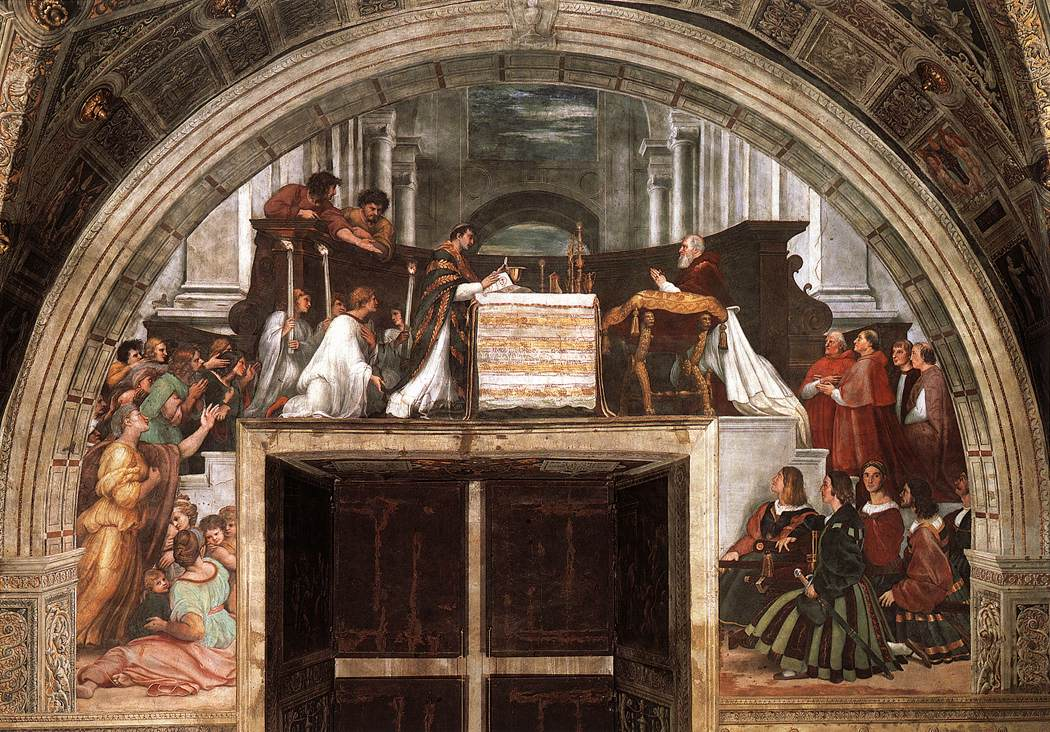
Raffael: Die Messe von Bolsena

Als Blutwunder gelten blutungsähnliche Erscheinungen an konsekrierten Hostien, Bildern von Jesus Christus, Maria, anderen Heiligen oder deren Reliquien sowie Wiederverflüssigungen von Blutreliquien. Blutwunder sind ein Ausdruck der katholischen Volksfrömmigkeit. Treten sie an konsekrierten Hostien auf, spricht man von Hostienwundern.

## Überblick
Der Glaube an Blutwunder war besonders im 14. und 15. Jahrhundert verbreitet. Orte solcher Blutwunder wurden zum Ziel von Wallfahrten.
Schon bei der Belagerung von Tyros 332 v. Chr. unter Alexander dem Großen sollen „Blutflecken“ auf dem Brot der Soldaten aufgetreten sein, die Alexander als Glückszeichen gedeutet haben soll.
Der Priester Peter von Prag soll nach Zweifeln am Dogma der Transsubstantiation 1263 in Bolsena das Brot für die Kommunion gebrochen und dabei Blutstropfen darauf entdeckt haben. Papst Urban IV. ließ das Altartuch mit den vermeintlichen Blutflecken nach Orvieto bringen. Das Blutwunder von Bolsena war Anlass für die Einführung des Fronleichnamsfestes 1264. Papst Nikolaus III. veranlasste den Bau des Doms von Orvieto, in dem das Altartuch (Korporale) heute noch als Reliquie aufbewahrt wird.

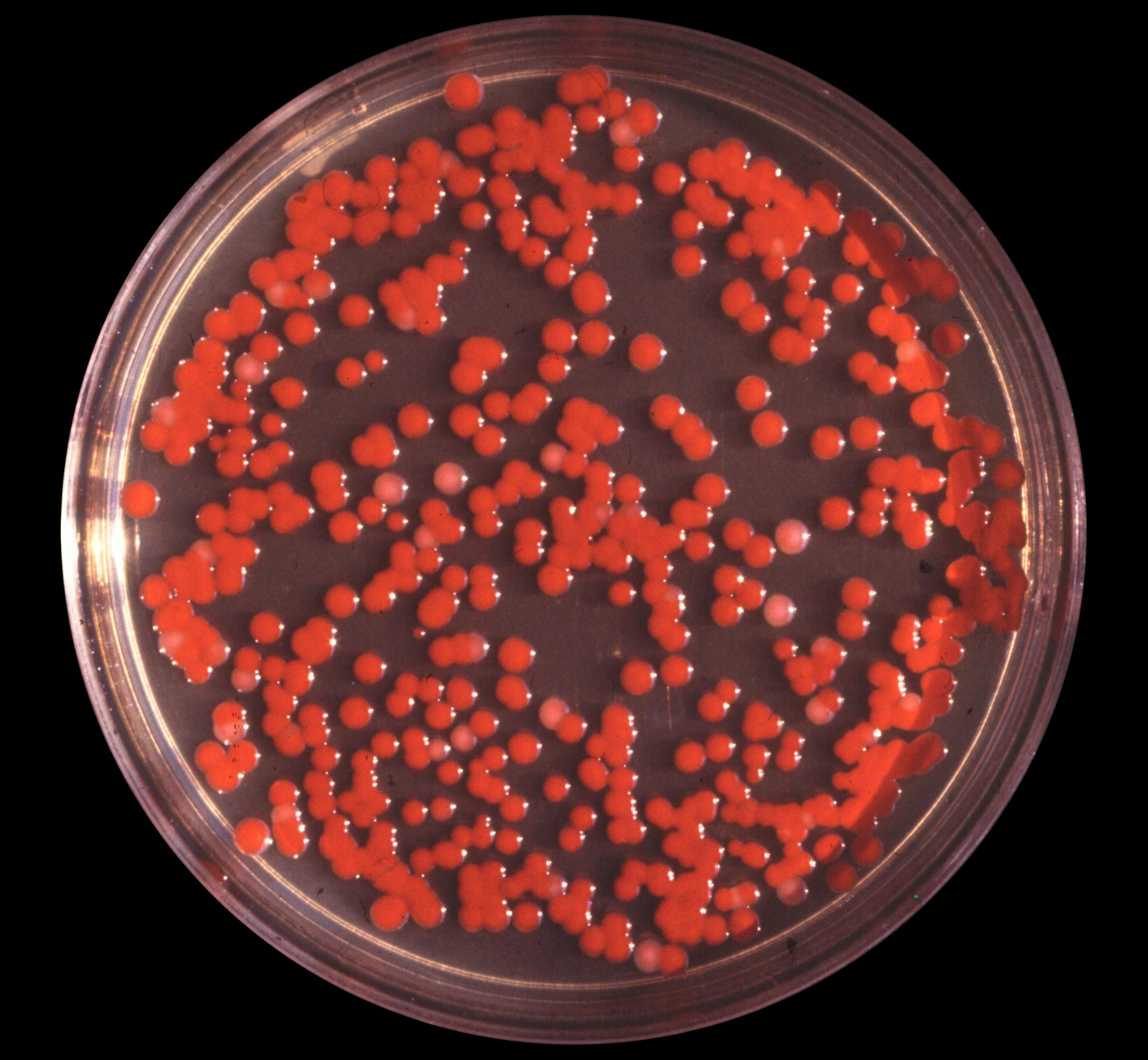
Blutrote Kolonien von Serratia marcescens

Heute nimmt man an, dass die Blutstropfen durch Prodigiosin rot gefärbte Kolonien von Serratia marcescens waren, die auf Brot und Hostien einen guten Nährboden finden („Hostienphänomen“) und darauf wachsen, wenn diese Materialien nicht ausreichend trocken gehalten werden. Ein Grund dafür, dass dieses Phänomen erst im 13. Jahrhundert auftrat, dürfte sein, dass etwa seit dieser Zeit in der lateinischen Kirche ungesäuerter Brotteig für Hostien verwendet wird. Auf Sauerteigen kann das Bakterium nicht wachsen. Das Wunder von Bolsena ist auf einem Fresko des italienischen Malers Raffael in der Stanza d’Eliodoro dargestellt („Die Messe von Bolsena“).
Auch später kam das Phänomen der „blutenden Hostien“ wiederholt vor, vermutlich bei Aufbewahrung von Hostien in Sakristeien, die im Sommer noch kühl sind und deren Luft deshalb eine hohe relative Luftfeuchtigkeit aufweist. Das Phänomen führte unter anderem in Bad Wilsnack (Prignitz) 1383 zu Wallfahrten zum Wilsnacker Wunderblut mit zahlreichen Beteiligten, die etwa 170 Jahre andauerten. Seit dem 17. Jahrhundert ist das eucharistische Wunder von Lanciano dokumentiert, wo wohl seit dem 13. Jahrhundert neben einer Fleischhostie auch fünf Klümpchen geronnenen Blutes verehrt werden, in die sich der Wein aus einem Messkelch verwandelt haben soll.
„Blutende“ Hostien wurden oft zum Vorwand für Judenverfolgungen genommen. Man warf den Juden vor, sie hätten die Hostien gestochen und so zum Bluten gebracht. Herzog Wenzel von Luxemburg soll 1369 Juden vertrieben haben, weil in Brüssel „Blutflecken“ auf Hostien aufgetreten waren. 1825 will man in Enkirch an der Mosel Blut in Mehl gefunden haben.
Eine in Neapel verwahrte Reliquie, deren eingetrockneter Inhalt sich wiederholt an bestimmten Tagen verflüssigt hat, wird als das Blut des Heiligen Januarius (ital.: San Gennaro) angesehen. Die Verflüssigung scheinbar fester Substanzen ist mit thixotropen Stoffen nachzuvollziehen. Eine Rezeptur zur Herstellung einer blutähnlichen, nichtnewtonischen Mischung aus Eisen(III)-chlorid-Hexahydrat und Calciumcarbonat in Wasser war schon im Mittelalter bekannt. Ähnliche Blutverflüssigungswunder, die ebenfalls im 13. Jahrhundert aufkamen, gibt es auch an anderen Orten, etwa im latischen Städtchen Amaseno oder im Real Monasterio de la Encarnación in Madrid.
Blutwunder sind keine historisch belegten Ereignisse; auch lässt sich meist nicht sicher sagen, ob es sich im Einzelfall um Selbsttäuschungen, Täuschungen oder eine anderweitig erklärbare Erscheinung gehandelt hat. Insbesondere bei Hostienwundern gilt das Bakterium Serratia marcescens als Erklärung. Auch der Schimmelpilz Neurospora crassa kann befallene Hostien rot verfärben und so ein Blutwunder vortäuschen. Der alternative Name von Serratia marcescens, Bacterium prodigiosum, und die Bezeichnung des von ihm gebildeten Farbstoffs Prodigiosin gehen auf den Zusammenhang mit diesen scheinbaren Wundern zurück: lateinisch prodigium, „Wunderzeichen“.

## Beispiele
Für bekannte Blutwunder siehe:
- Blutwunder von Bolsena
- Blutwunder von Heiligkreuz in Kempten (Allgäu)
- Blutwunder von Walldürn
- Wunderblutkirche (Bad Wilsnack)
- Sternberger Hostienschänderprozess
- Blutwunder des heiligen Januarius in Neapel
- Blutreliquie des heiligen Laurentius von Rom in Amaseno
- Blutwunder des heiligen Pantaleon im Fleischwerdungskloster in Madrid[3]
- Blutwunder von O Cebreiro

### Lexikonartikel
- Walter Michel: Blut und Blutglaube im Mittelalter. In: Theologische Realenzyklopädie (TRE). Band 6, de Gruyter, Berlin / New York 1980, ISBN 3-11-008115-6, S. 737–738.
- Bluthostien. In: Carl Andersen (†), Georg Denzler: Wörterbuch Kirchengeschichte. Aktualisierte Lizenzausgabe, marix, Wiesbaden 2004, ISBN 3-937715-23-1 (Erstausgabe Kösel, München 1982/1997, ISBN 3-466-20227-2), S. 134 f.
- Dirk Kocks: Blutwunder (Blut, Heiliges; Bluthostien). In: Lexikon des Mittelalters (LexMA). Band 2. Artemis & Winkler, München/Zürich 1983, ISBN 3-7608-8902-6, Sp. 292 f.
- Alois Döring: Bluthostien. In: Walter Kasper (Hrsg.): Lexikon für Theologie und Kirche. 3. Auflage. Band 2. Herder, Freiburg im Breisgau 1994, Sp. 539.
- Alois Döring: Blutwunder. In: Walter Kasper (Hrsg.): Lexikon für Theologie und Kirche. 3. Auflage. Band 2. Herder, Freiburg im Breisgau 1994, Sp. 541.

### Beiträge
- Luigi Garlaschelli: Chemie der Wunder. In: Chemie in unserer Zeit, Band 33 (1999), Nr. 3, S. 152–157.
- Werner Köhler: Blutwunder und Wunderblutbakterien. In: Angelika Lozar, Sybill De Vito-Egerland (Hrsg.): Mittelalter und Renaissance. In honorem Fritz Wagner. Saur, München 2004, ISBN 3-598-73018-7, S. 47–72.
- Peter Browe: Die eucharistischen Verwandlungswunder des Mittelalters. In: Ders.: Die Eucharistie im Mittelalter. Liturgiehistorische Forschungen in kulturhistorischer Absicht (= Vergessene Theologen, Band 1). 5. Auflage, Lit Verlag, Berlin 2010, S. 265–289.

### Monographien
- Johannes Heuser: Heilig-Blut in Kult und Brauchtum des deutschen Kulturraumes. [Bonn] 1948, DNB 481653996 (Dissertation Universität Bonn, Philosophische Fakultät, 12. August 1948, 262 Seiten).
- Olaf B. Rader: Hokuspokus. Bluthostien zwischen Wunderglaube und Budenzauber. Wilhelm Fink, Paderborn 2015, ISBN 978-3-7705-5738-7.